# Mount Deleon
Mount Deleon är ett berg i Antarktis. Det ligger i Östantarktis. Australien gör anspråk på området. Toppen på Mount Deleon är 780 meter över havet.
Terrängen runt Mount Deleon är huvudsakligen kuperad, men åt sydväst är den platt. Trakten är obefolkad. Det finns inga samhällen i närheten.